# 西夏的喪葬文化

西夏王陵1号陵平面图

西夏的喪葬文化，是源自西夏人的宗教觀念，西夏人的喪葬習俗受到中國儒家與佛教影響。西夏在建國前，是以對自然萬物的神靈信仰，屬於一種多神信仰。西夏人是以遊牧民族，受到吐蕃、氐、党項等民族文化的影響下，西夏無特定的喪葬習俗；西夏建國之後，深受漢人喪葬文化的影響。

## 喪葬形式
喪葬形式受到漢人、吐蕃、氐、党項等多民族與佛教、儒家、神靈信仰等條件的影響，發展出土葬、火葬、穴葬、塔葬、水葬等喪葬方式。

### 土葬
西夏人在建國前受到吐蕃人的土葬習俗影響，已有土葬的方式出現。在西夏的統治範圍之下，有許多的漢人民族，這些漢人民族主要的喪葬禮俗以土葬為主。土葬的儀式，人離世後，準備一個棺槨，內部先用香料去除穢氣，用棺槨保存大體後，外部用彩色布巾覆蓋，然後埋入到土層之內。受到中國儒家的影響，西夏還保有哭喪、停喪的習俗，哭喪是反映儒家中的孝道觀念，哭喪時間按身份而定，另外，在哭喪期間若守喪人有宴會、飲酒、行房等行為，西夏制定相關刑罰規範，以作為懲戒；停喪期間會準備和亡者生前等量的食物，作為祭拜之用。西夏民族也受到漢人的喪葬禮俗影響，如西夏的皇家陵墓地區多實施土葬。

### 火葬
在羌人、的喪葬文化影響下，西夏人發展出火葬。在羌族的社會內，若有成員離世，則以火焚其大體。西夏建國後，佛教成為國教，佛教修道人士離世後進行焚屍的習俗（荼毗火葬法），對傳統西夏喪葬文化產生變化。西夏的火葬習俗同時也有陪葬的觀念，以紙紮的駱駝、馬、人，與大體一同焚毀，具備亡者依然可以享有生前的生活條件的觀念。

### 穴葬
此喪葬形式非党項、漢人的習俗，據稱是李继迁對抗宋朝後，避免宋軍報仇所產生的喪葬型態。李继迁將河水引入中空的墓穴，使得河水將墓穴的位置淹沒，令無人知曉真正的墓葬位置。

### 塔葬

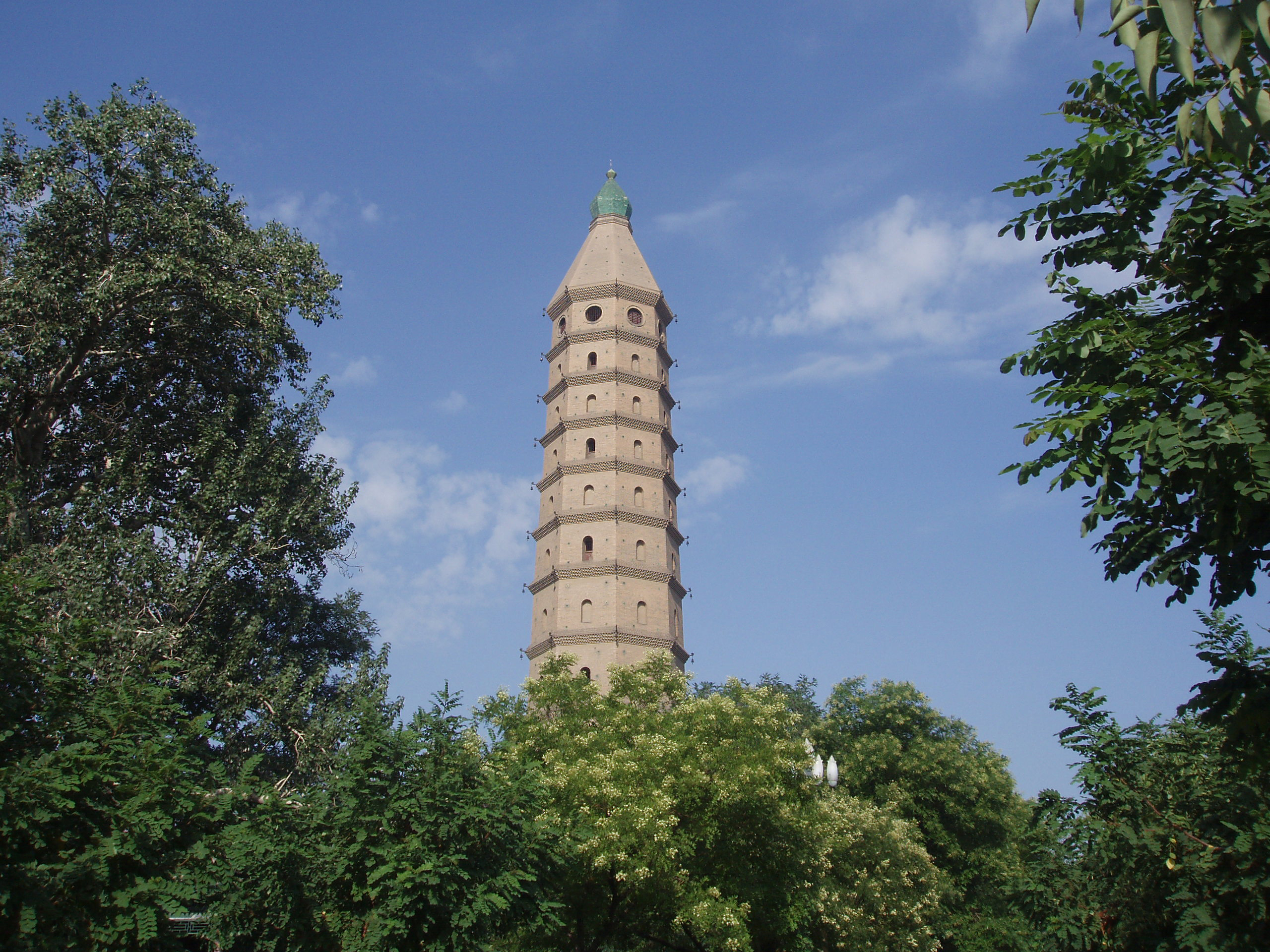
承天寺塔地宫所藏西域僧人进献的佛顶骨舍利

塔葬是對宗教人士如僧人的舍利、骸骨的保存的方式，顯示西夏喪葬文化深受佛教的影響程度。塔型墓外觀以漆上色料的樓、塔狀所構成，塔身以經文的符文紙包裹，塔內一架人體的坐姿骸骨在墓的中間，是為一種塔墓。比如圣容寺东面的花大门摩崖。